# Joaquim Furtado de Meneses
Joaquim Furtado de Meneses (Rio de Janeiro, 19 de outubro de 1875 — Belo Horizonte, 20 de maio de 1940]]) foi um político brasileiro. Exerceu o mandato de deputado federal constituinte por Minas Gerais em 1934.